# Массовое убийство в Ханау (2020)
Массовое убийство в Ханау — убийство 9 человек в двух кальянных кафе 19 февраля 2020 года в городе Ханау. Убийства, как предполагается, были совершены по мотивам национальной и религиозной ненависти.

## Убийства
Вечером 19 февраля в одну из кальянных в центральной части Ханау ворвался мужчина и начал стрельбу по посетителям, убив троих. Затем он скрылся, а через некоторое время появился в другой кальянной, расположенной в пяти минутах езды от первого места преступления. Там он убил ещё пятерых человек. Ещё один пострадавший скончался через несколько часов от полученных ранений. Трое убитых — граждане Германии (двое — курды, один — цыган), двое — граждане Турции, один — Болгарии и ещё один — Румынии. Восьмая жертва — родом из Боснии и Герцеговины. У девятой — двойное гражданство: Афганистана и Германии.
Несколькими часами позже полиция сообщила, что предполагаемый убийца обнаружен мёртвым в своей квартире и что рядом с ним находится тело 72-летней женщины, его матери. Следователи пришли к выводу, что после совершения преступлений он застрелил свою мать, а затем застрелился сам.
Подозреваемый в убийствах 43-летний Тобиас Ратьен, у которого было разрешение на владение охотничьим оружием, как предполагается, разделявший крайне правые, неонацистские взгляды, перед убийствами выложил в YouTube видео на английском языке, которое назвал «персональным посланием ко всем американцам». Какого-либо указания на то, что он собирается осуществить насильственные действия, в послании не имелось.
21 февраля министр внутренних дел Германии Хорст Зеехофер заявил, что «преступление в Ханау — это однозначно расистски мотивированный террористический акт».

## Реакция
В связи с массовым убийством канцлер ФРГ Ангела Меркель отменила плановую поездку в Леопольдину. Её там замещал министр Хендрик Хоппенштедт.
20 февраля 2020 года президент ФРГ Франк-Вальтер Штайнмайер посетил Ханау и возложил венки в двух кальянных, где погибли 9 человек.